# 11458 Rosemarypike
11458 Rosemarypike è un asteroide della fascia principale. Scoperto nel 1981, presenta un'orbita caratterizzata da un semiasse maggiore pari a 3,0239704 UA e da un'eccentricità di 0,1262403, inclinata di 8,91686° rispetto all'eclittica.